# اندری دومبرووسکیی
اندری دومبرووسکیی (اوکراینی: Андрій Анатолійович Домбровський؛ زادهٔ ۱۲ اوت ۱۹۹۵) بازیکن فوتبال اهل اوکراین است.
از باشگاه‌هایی که در آن بازی کرده‌است می‌توان به باشگاه فوتبال آرسنال کی‌یف اشاره کرد.